# 金马寺
金马寺位于中国云南省昆明市官渡区金马街道金马社区（金马寺村）金马山麓，是昆明最早的寺院之一，现为省级文物保护单位。
早在南诏时期，金马山就建有“金马神祠”，之后改建为佛教寺庙。明正统6年（公元1441年）重建后改名为“灵应寺”。清康熙年间，寺毁于三藩之乱，重建后改称“金马寺”。金马寺在清代经历多次重修，现存建筑主要由阿育王前、后殿，三太子前、后殿及神骥亭、金马寺塔等组成，为光绪十八年（1892年）重修的样式。金马寺曾长期作为金马中心学校校舍使用，2010年官渡区政府对金马寺建筑群进行恢复重建，次年金马寺被委托给官渡区佛教协会进行管理，使金马寺重新恢复成为宗教场所。
金马寺于2011年公布为市级文物保护单位，2012年公布为省级文物保护单位。